# Аквасанта Терме
Аквасанта Терме (итал. Acquasanta Terme) насеље је у Италији у округу Асколи Пичено, региону Марке.
Према процени из 2011. у насељу је живело 579 становника. Насеље се налази на надморској висини од 502 м.

## Становништво
Према резултатима пописа становништва 2011. у општини је живело 3.050 становника.
| 1931. | 1936. | 1951. | 1961. | 1971. | 1981. | 1991. | 2001. | 2011. |
| ----- | ----- | ----- | ----- | ----- | ----- | ----- | ----- | ----- |
| 8.546 | 8.618 | 8.733 | 7.524 | 4.920 | 4.195 | 3.724 | 3.346 | 3.050 |